# Neotrichia aequispina
Neotrichia aequispina är en nattsländeart som beskrevs av Angrisano 1995. Neotrichia aequispina ingår i släktet Neotrichia och familjen smånattsländor. Inga underarter finns listade i Catalogue of Life.